# Administratorr Electro
Administratorr Electro – polski zespół muzyczny założony w 2013 roku w Warszawie, wykonujący muzykę będącą połączeniem rocka alternatywnego z elektroniką.

## Historia
Dla mnie AE jest niewątpliwym sukcesem, gdyż tworzę muzykę, która jeszcze kilka lat temu była dla mnie nie osiągalna – chodzi o elektronikę, a to, że podoba się lub budzi inne emocje to znak, że powinniśmy robić to dalej. No i sukcesem jest również AE jako zespół – dużo mówię o sobie w kontekście AE ze względu na rolę jaką wybrałem sobie tworząc ten projekt, ale należy zaznaczyć iż Paweł i Kuba (członkowie zespołu) oraz Robert i Magda Srzedniccy (producenci) odnajdują się w moim świecie muzycznym, dodając swoje akcenty – to jest dla mnie budujące i daje perspektywy na przyszłość. 

W 2013 roku Bartosz „Administratorr” Marmol (muzyk swego czasu pracował jako administrator nieruchomości, i stąd wziął się jego pseudonim artystyczny), mający wówczas na koncie dwa albumy nagrane z zespołem Administratorr, Piosenki w Kaftanie (2010) i Powierzchnie Wspólne (2013) oraz nagraną wspólnie z Lesławem Stryblem z zespołu Komety płytę Piosenki o Warszawie (2013), postanowił powołać nowy projekt bazujący na brzmieniach elektronicznych. Do współpracy zaprosił perkusistę Marka Veitha oraz znanego z takich grup jak Stop Mi! czy Latające Pięści basistę Pawła Kowalskiego. Pierwszy album grupy, zatytułowany Sławnikowice – Zgorzelec 17:10 ukazał się w listopadzie 2014 roku. Jego tytuł to godzina odjazdu ostatniego autobusu z rodzinnej miejscowości lidera grupy, Sławnikowic do Zgorzelca, miasta, które Marmol określa jako „ówczesne centrum mojej cywilizacji”. Płyta zebrała pozytywne recenzje, doszukiwano się na niej inspiracji takimi grupami jak a-ha czy Hurts. Drugi album grupy, Ziemowit ukazał się w październiku 2016 roku. Marmol opowiadał o nim w taki sposób: Ziemowit zaczyna się dokładnie tam gdzie kończy się poprzednia płyta tj. w momencie gdy wraz z upływem boskiego dzieciństwa pojawiam się w stolicy, która jest dla mnie światem zupełnie nowym i niekontrolowanym. Krótko po wydaniu albumu z zespołu odszedł Marek Veith, którego zastąpił Kuba May. Z nowym perkusistą grupa przystąpiła do promocji dzieła. Album pilotowały utwory Fan, Złoty pociąg
oraz Piekło?, do których nakręcono teledyski.

## Muzycy

### Obecny skład zespołu
- Bartosz „Administratorr” Marmol – wokal, gitara, instr. klawiszowe (od 2013[6])
- Paweł Kowalski – gitara basowa, instr. klawiszowe (od 2013[6])
- Maciek Dymek – perkusja, perkusja elektroniczna, instr. perkusyjne (od 2019[potrzebny przypis])

### Byli członkowie
- Marek Veith – perkusja, perkusja elektroniczna, instr. perkusyjne (2013[6] – 2016[7])
- Kuba May – perkusja, perkusja elektroniczna, instr. perkusyjne (2016[potrzebny przypis] – 2018[8])
- Kacper Witek – perkusja, perkusja elektroniczna, instr. perkusyjne (2018[8] – 2019[potrzebny przypis])

## Dyskografia

### Albumy
| Tytuł                          | Dane dot. albumu                                                                                 |
| ------------------------------ | ------------------------------------------------------------------------------------------------ |
| Sławnikowice – Zgorzelec 17:10 | - Data: 8 listopada 2014 - Wydawca: Jimmy Jazz Records - Format: CD, streaming                   |
| Ziemowit                       | - Data: 7 października 2016 - Wydawca: Jimmy Jazz Records - Format: CD, streaming                |
| Przemytnik                     | - Data: 21 września 2018 - Wydawca: Bartosz Marmol - Format: CD, streaming                       |
| Wstrząsy Live                  | - Data: 10 marca 2022 - Wydawca: Bartosz Marmol / Music and More Records - Format: CD, streaming |
| Biznesy i romanse              | - Data: 30 maja 2022 - Wydawca: Bartosz Marmol / Music and More Records - Format: CD, streaming  |

### Teledyski
| Data publikacji      | Utwór                | Album                          | Źródło |
| -------------------- | -------------------- | ------------------------------ | ------ |
| 16 października 2014 | „Tango Corporazione” | Sławnikowice – Zgorzelec 17:10 | [ 9 ]  |
| 22 października 2015 | „Zgorzelecka”        | Sławnikowice – Zgorzelec 17:10 | [ 10 ] |
| 12 czerwca 2016      | „Fan”                | Ziemowit                       | [ 11 ] |
| 19 lipca 2016        | „Złoty pociąg”       | Ziemowit                       | [ 12 ] |
| 9 września 2017      | „Piekło?”            | Ziemowit                       | [ 13 ] |